# 时间悖论
时间悖论最早是在科幻小说中提到的。这个悖论的必要前提是：人类可以随心所欲的控制三维空间之后的“第四维”——时间，能够回到过去或者未来。

## 概念
在这个前提下，有多种“时间悖论”的表达方式。這是其中一種。
最为著名的“时间悖论”是“祖父悖论”：某人回到过去，在自己父亲出生前杀害了自己的祖父。既然祖父已死，就不会有其父亲，也不会有他；既然他不存在，又怎么能回到过去，杀死自己的祖父呢？因此時間就會有衝突。
与之对应的，既然有回到过去的悖论，也会有到达将来的“先知悖论”：某人到达未来，得知将发生的不幸结果A，他在现在做出了避免导致结果A的行动，到达结果B。那么结果A在未来根本没有发生，他又是如何得知结果A的呢？（即A和B不可能相遇的悖论）
另外存在“命定悖论”，与“祖父悖论”相似：某人回到过去，在自己父亲出生前杀害了自己的祖父。既然祖父已死，就不会有其父亲，也不会有他，把自己从（这个平行世界分支的）时间洪流中“消去”。
就严肃的物理学理论而言，爱因斯坦的《相对论》指出，存在着不违背已知的物理法则改变时间的可能性。但更多的只是一种科学幻想。为了解决“时间悖论”，也有多种假设，比如比较盛行的“平行宇宙”假说，认为我们的这个世界在宇宙中还有许多相似的“複製世界”，当某人回到过去做了一些改變，他就进入了另一个平行世界（即未来因为他的行动已经改变的世界），並且依照自己原本要改的去做你要改變的事，但其實並不是你改變過去或未來，而是你去到了另一個世界。你也是有可能回到你原本所存在的世界，但机率極小而已。

## 外部連結
1. 1 2  Francisco Lobo.  (PDF): 2. 2002  [November 2, 2015]. （原始内容存档 (PDF)于2017-09-01）.
2. ↑  Nicholas J.J. Smith. . Stanford Encyclopedia of Philosophy. 2013  [November 2, 2015]. （原始内容存档于2018-08-18）.